# Gerichtslinde in Rommerode
Die Gerichtslinde in Rommerode im nordhessischen Werra-Meißner-Kreis ist eine von ehemals zwei Bäumen, die in der ersten Hälfte des 20. Jahrhunderts zu Naturdenkmalen erklärt wurden. Das Pflanzdatum der verbliebenen Linde ist unbekannt. Ihr Alter wird in dem 1984 erschienenen Buch Bäume aus dem Werraland des Kunsthistorikers und Fotografen Thomas Wiegand auf 150 bis 200 Jahre geschätzt. Die andere Gerichtslinde, die als kleiner beschrieben wurde und an der ein Halseisen befestigt war, wurde im April 1984 gefällt, aufgrund durch Streusalz verursachter Schäden, faulem Holz und morschen Stellen. An ihrer Stelle wurde unmittelbar eine neue Linde gepflanzt.

## Standort
Die Linde steht dicht an der vielbefahrenen Landesstraße 3225, die als Friedrichsbrücker Straße durch das Dorf führt. Rommerode, das am 1. Januar 1974 im Rahmen der hessischen Gebietsreform als Ortsteil in die Stadt Großalmerode eingegliedert wurde, wurde erstmals 1109 als „Rodemanrodeh“ im Urkundenbuch des Klosters Kaufungen erwähnt. In späterer Zeit übte die niedere und peinliche Gerichtsbarkeit das landgräflich-hessische Amt Lichtenau aus. Tagungsort war der Anger in zentraler Lage bei der Kirche. Die Stätte, mit der noch erhaltenen alten Sitzgruppe aus Sandstein galt seit altersher als der Mittelpunkt des Dorflebens. Sie diente als Versammlungsort und Festplatz und Bekanntmachungen wurden den Bewohnern unter den Linden vorgelesen. Als Ort dörflicher Gerichtstage steht der Bereich unter Denkmalschutz.

## Denkmalschutz
Einen ersten Schutz erhielten die beiden Bäume bereits Ende 1926. Mit dem Feld- und Forstpolizeigesetz in der Fassung der Bekanntmachung vom 21. Januar 1926 wurden die beiden Gerichtslinden als Naturdenkmäler durch den Regierungspräsidenten des Regierungsbezirks Kassel gesichert. Damit wurde jede Beschädigung sowie das Beseitigen der Bäume verboten. Sie gehörten auch zu den 78 Bäumen und Baumgruppen des Landkreises Witzenhausen, die anlässlich der Neuregelung des Naturschutzes durch das Naturschutzgesetz vom 26. Juni 1935, in das Naturdenkmalbuch des Landkreises Witzenhausen eingetragen wurden. Mit der laufenden Nummer 68 erhielten sie mit dem Inkrafttreten der Verordnung zur Sicherung von Naturdenkmalen in den Stadt- und Landkreisen des Regierungsbezirks Kassel am 1. November 1936 den Schutz des Reichsnaturschutzgesetzes.
Die verbliebene Linde, die in der Liste der Naturdenkmale des Werra-Meißner-Kreises die Nummer ND 636.069 hat, wird inzwischen als „rechtsverbindlich festgesetzte Einzelschöpfung der Natur“ durch das Bundesnaturschutzgesetz besonders geschützt.
Der ehemalige Gerichtsplatz mit dem steinernen Tisch und den vier Steinbänken, die ihn umgeben, wird wegen seiner ortsgeschichtlichen und städtebaulichen Bedeutung als erhaltenswert angesehen und nach § 2 Absatz 1 des Hessischen Denkmalschutzgesetzes als Kulturdenkmal geschützt. In das Denkmalverzeichnis des Landes Hessen ist er unter der Nummer 40602 eingetragen worden.